# Millennium Bridge

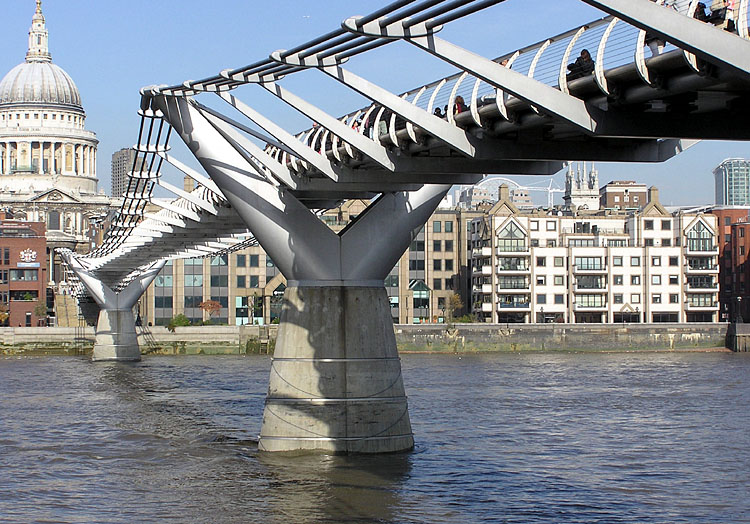
A Millennium Bridge a South Bank felől

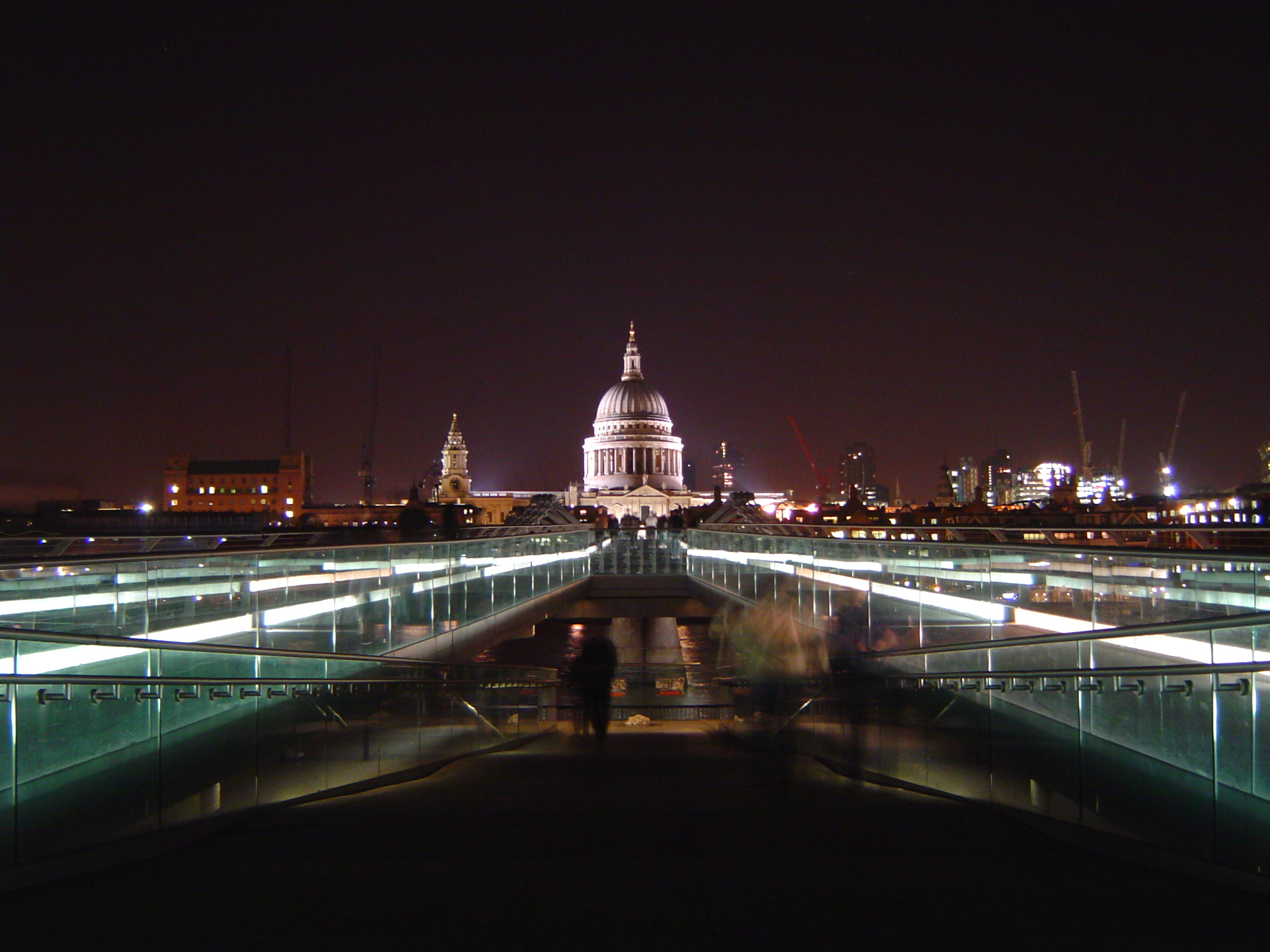
A Millennium Bridge és a Szent Pál székesegyház éjszaka

A Millennium Bridge (teljes nevén: London Millennium Footbridge, magyarul: Millenniumi híd) egy gyalogos függőhíd Londonban a Temze fölött. A híd a Bankside és a City városrészeket köti össze. A Millennium Bridge a Southwark Bridge, valamint a Blackfriars Bridge között helyezkedik el. A híd tulajdonosa és karbantartója a Bridge House Estates. A hidat 1998-ban kezdték építeni, átadása 2000 júniusában történt.
A londoniak az „Imbolygó híd” (Wobbly Bridge) becenevet adták a hídnak, mivel a megnyitást követő két napon a járókelők áthaladva a hídon erős imbolygást érezhettek. A hidat lezárták, majd a szükséges módosításokat követően 2002-ben ismét megnyitották a nagyközönség előtt.
A Millennium Bridge déli végének közelében található a Globe Színház, a Bankside Galéria és a Tate Modern képtár. A Millenniumi híd úgy helyezkedik el, hogy észak felé nézve tisztán látható a Szent Pál székesegyház homlokzata, melyet a híd pillérei öveznek.

## Története
Az építkezés 1998-ban kezdődött meg. A fő munkálatokat Monberg Thorsen és Sir Robert McAlpine 1999. április 28-ától folytatták. A Millennium Bridge - 2,2 millió fonttal túllépve a költségvetést - 18,2 millió fontba kerültek. A hidat két hónapos késéssel 2000. június 10-én nyitották meg. Június 12-étől két évre lezárták a hidat, mivel váratlan kilengések jelentkeztek.
Kísérletet tettek a gyalogos-forgalom korlátozására, ez azonban hosszú sorokat eredményezett. A híd lezárása három nappal a megnyitást követően nagy visszhangot váltott ki a közvéleményből. A hidat érintő változtatások megoldották a problémát, ami a 2002-es ismételt megnyitás óta nem jelentkezett.
2007. január 18-án egy erős vihar miatt ideiglenesen ismét le kellett zárni a hidat.

## A popkultúrában
- A Harry Potter és a Félvér Herceg című mozifilmben, Voldemort Nagyúr halálfalói megsemmisítik a hidat, ami a Temze folyóba omlik.[1]

## Fordítás
- Ez a szócikk részben vagy egészben  a   Millennium Bridge (London) című angol Wikipédia-szócikk fordításán alapul.  Az eredeti cikk szerkesztőit annak laptörténete sorolja fel. Ez a jelzés csupán a megfogalmazás eredetét és a szerzői jogokat jelzi, nem szolgál a cikkben szereplő információk forrásmegjelöléseként.

## Külső hivatkozások
- (angolul) A Millennium Bridge az Arup weboldalán